# Kris Kross
Kris Kross was een Amerikaans rapduo bestaande uit Chris 'Mac Daddy' Kelly (Atlanta, 11 juni 1978 – aldaar, 1 mei 2013) en Chris 'Daddy Mac' Smith (Atlanta, 10 januari 1979).

## Historie
Kris Kross scoorde in het voorjaar van 1992 internationaal een hit met Jump, een nummer dat in de Verenigde Staten en Australië nummer 1 bereikte in de hitlijsten. Later dat jaar werd hun single Warm It Up nummer 1 in de Amerikaanse raplijst, en nummer 22 in de Nederlandse Top 40. In de Verenigde Staten werd ook het dubbelalbum Totally Krossed Out nummer 1 in de hitlijst. Jump voerde acht weken lang de Billboard Hot 100 aan en haalde dubbelplatina.
De drie daaropvolgende singles haalden goud. Kris Kross was een ontdekking van (de destijds 19-jarige) Jermaine Dupri. Kris Kross viel onder andere op omdat de leden hun kleding achterstevoren droegen. Het duo is te zien in Michael Jacksons videoclip Jam en in de film Who's the Man?. Het nummer werd later door Daft Punk gesampled in hun nummer Revolution 909.
Op 1 mei 2013 werd Chris Kelly bewusteloos aangetroffen in zijn woning. In het ziekenhuis van Atlanta werd vastgesteld dat hij was overleden aan de gevolgen van drugsgebruik. Kelly was 34 jaar.

## Discografie

### Albums
| Album met eventuele hitnotering(en) in de Nederlandse Album Top 100 | Datum van verschijnen | Datum van binnenkomst | Hoogste positie | Aantal weken | Opmerkingen |
| ------------------------------------------------------------------- | --------------------- | --------------------- | --------------- | ------------ | ----------- |
| Totally krossed out                                                 | 1992                  | 09-05-1992            | 25              | 23           |             |

### Singles
| Single met eventuele hitnotering(en) in de Nederlandse Top 40 | Datum van verschijnen | Datum van binnenkomst | Hoogste positie | Aantal weken | Opmerkingen |
| ------------------------------------------------------------- | --------------------- | --------------------- | --------------- | ------------ | ----------- |
| Jump                                                          | 1992                  | 09-05-1992            | 2               | 12           |             |
| Warm it up                                                    | 1992                  | 08-08-1992            | 21              | 4            |             |
| I missed the bus                                              | 1992                  | 03-10-1992            | tip14           | -            |             |

## Trivia
De naam van het Nederlandse dj-trio Kris Kross Amsterdam is een eerbetoon aan dit rapduo.